# Pol-e Pīrān
Pol-e Pīrān (persiska: پل پیران) är en ort i Iran.   Den ligger i provinsen Kerman, i den sydöstra delen av landet, 900 km sydost om huvudstaden Teheran. Pol-e Pīrān ligger 2 592 meter över havet och antalet invånare är 351.
Terrängen runt Pol-e Pīrān är varierad.Runt Pol-e Pīrān är det glesbefolkat, med 17 invånare per kvadratkilometer. Närmaste större samhälle är Darb-e Behesht, 7,5 km nordväst om Pol-e Pīrān. Omgivningarna runt Pol-e Pīrān är i huvudsak ett öppet busklandskap.